# Эренбольгер, Карл
Карл Эренбольгер (нем. Karl Ehrenbolger; 13 ноября 1899, Швейцария — 13 сентября 1993) — швейцарский футболист, игравший на позиции нападающего, ближе к завершению карьеры играл на позиции защитника.
Выступал, в частности, за клубы из Базеля «Нордштерн» и «Конкордия», а также национальную сборную Швейцарии. Серебряный призер Олимпийских игр 1924 года.

## Клубная карьера
В большом футболе дебютировал в составе клуба «Нордштерн». В частности, уже играл в команде в сезоне 1919/20 годов. В 1924 году стал с командой серебряным призёром чемпионата Швейцарии. Играл за «Нордштерн» до сезона 1925/26 годов .
С сезона 1926/27 годов играл в составе другого клуба из Базеля — «Конкордия». В сезоне 1928/29 дошёл до полуфинала кубка Швейцарии, где его клуб уступил «Урании» (1:2).
В сезоне 1929/30 годов Карл Эренбольгер вернулся в расположение клуба «Нордштерн». Играл как минимум до сезона 1932/33 годов, перейдя в конце карьеры на позицию защитника.

## Выступления за сборную
В 1924 году дебютировал в официальных матчах в составе национальной сборной Швейцарии в поединке против сборной Венгрии (4:2). В течение карьеры в национальной команде, продолжавшейся до 1929 года, провёл в её форме 18 матчей и забил 1 гол.
В составе сборной был участником футбольного турнира на Олимпийских играх 1924 года в Париже, где вместе с командой завоевал «серебро». В очень представительном турнире швейцарцы неожиданно сумели добраться до финала соревнований. В первом раунде команда легко выиграла сборную Литвы (9:0). В 1/8 швейцарцы оставили за бортом соревнований одного из фаворитов турнира сборную Чехословакии — 1:1 в первом матче и 1:0 в переигровке благодаря голу Робера Паше на 87-й минуте. В 1/4 финала был повержен ещё один сильный соперник — сборная Италии со счётом 2:1. В полуфинале Швейцария обыграла сборную Швеции (2:1), но в финале уступила команде Уругвая со счетом 0:3 . Эренбольгер выступал на позиции правого крайнего нападающего в пяти матчах турнира (кроме переигровки с Чехословакией).

## Титулы и достижения
- Серебряный призер чемпионата Швейцарии (1 :

Нордштерн: 1923—1924
- Серебряный олимпийский призер (1):

Швейцария : 1924